# Galeries de Granby
Les Galeries de Granby est un centre commercial régional d'une centaine de boutiques situé à l'extrémité ouest de la ville de Granby (Québec). Il possède 96 magasins et sa superficie est de 497 652 pi2 (46 233 m2).
Il dessert principalement les populations de Granby, de Saint-Alphonse-de-Granby, de Bromont, Waterloo, Farnham, Saint-Césaire, Roxton Pond, Saint-Cécile de Milton, Brigham, Dunham, Sutton, Saint Joachim, et Cowansville. Il est le seul centre commercial de la ville de Granby, dans la province de Québec, au Canada.

## Commerces majeurs
- Walmart
- IGA Extra
- Buropro Citation
- Chez Cora - celui-ci, bien qu'il fasse partie du centre commercial, ne possède pas d'entrée dans le mail. Il faut absolument passer par l'extérieur.
- Pharmaprix
- SportExpert
- Dollarama
- McDonald's - à l'intérieur du magasin Wal-Mart
- Urban Planet

## Historique
L'ouverture des Galeries de Granby a eu lieu le 27 mars 1974 et comptait alors 46 commerces,. Parmi les magasins principaux on y trouvait Kmart, Steinberg, Canadian Tire et Hart. Le Galeries était la propriété de la société immobilière Westcliff comme il en demeure toujours le cas aujourd'hui,.
En 1995, Canadian Tire quitte les Galeries pour déménager sur la rue Simonds Nord.
Au début des années 2000, le secteur des Galeries de Granby était en pleine croissance. Le Walmart, anciennement situé au 370 St-Jacques, fut déménagé aux Galeries en juillet 2000, prenant la place de l'ancien Sears. (L'ancien Sears fut complètement démoli pour bâtir le Wal-Mart par-dessus).De ce fait, cela a créé une nouvelle connexion intérieure avec le centre commercial. Par contre, le Walmart a sa propre adresse, sur la rue Simonds Nord, alors que le reste du centre a son adresse sur la rue Évangéline. Un Supermarché Maxi occupe le local de la rue St-Jacques depuis. Le magasin Sears prit possession du local de l'ancien Kmart, fermé en 1998. Sears ferme définitivement au début de 2018. Durant les années 1990, il y avait dans les Galeries un cinéma de 3 salles, le cinéma des Galeries, mais celui-ci fut fermé et un immense Dollarama prit possession du local. C'est aussi au début des années 2000 que les Galeries furent entièrement rénovées d'un bout à l'autre, avec le changement de configuration du IGA déjà existant, devenu IGA Extra, puis en ajoutant une petite foire alimentaire.
Autour du centre commercial, délimité par les rues Principale, Évangéline, St-Jude et Simonds Nord, se sont greffés depuis 1996 beaucoup de commerces, comme Super C, Canadian Tire (qui était anciennement dans le local des Galeries aujourd'hui utilisé par Buropro), Home Dépôt, Yellow, Zellers, Future Shop. Le Provigo qui était autrefois sur la rue Évangéline tout juste en face des Galeries fut fermé et converti en Loblaws vers 2002, au coin des rues St-Jude et Simonds Nord. Derrière celui-ci, vers la même année, un nouveau cinéma a ouvert ses portes, le cinéma Élysée.